# Bobrownickie Pole
Bobrownickie Pole – wieś w Polsce położona w województwie kujawsko-pomorskim, w powiecie lipnowskim, w gminie Bobrowniki.
W latach 1975–1998 miejscowość należała administracyjnie do województwa włocławskiego.

## Charakter zabudowy
Jest drugą pod względem wielkości miejscowością i sołectwem w Gminie Bobrowniki. Faktycznie jednak Bobrownickie Pole to mnóstwo rozrzuconych na dużej powierzchni zabudowań, np. między najdalej wysuniętym na wschód a najdalej wysuniętym na zachód zabudowaniem mieszkalnym występuje odległość 6,8 km. Podana odległość zmierzona jest w linii prostej stąd przy założeniu poruszania się istniejącą siecią dróg byłaby znacznie większa.

## Demografia
Według Narodowego Spisu Powszechnego (III 2011 r.) wieś liczyła 559 mieszkańców.